# محصولات تفریحی بمباردیه
محصولات تفریحی بمباردیه (به انگلیسی: Bombardier Recreational Products) یک شرکت تولیدکننده کانادایی است که طیف وسیعی از محصولات تفریحی را تولید می‌کند این شرکت متعلق به شرکت بمباردیه است که در شهر والکور، کبک، کانادا توسط ژوزف-آرمان بمباردیه تأسیس شد.
این شرکت مالک برندهای بسیاری از جمله Ski-Doo (اسنوموبیل)، Sea-Doo (جت‌اسکی)، Can-Am (همه‌جارو) و روتاکس و … می‌باشد.